# 솔트 앤 페파
솔트 앤 페파(Salt-n-Pepa)는 미국의 힙합 밴드이다.